# Miyuki Takase
Miyuki Takase (en japonés: 高瀬みゆき, Takase Miyuki) (nacida en Osaka) es una luchadora profesional japonesa, reconocida por sus participaciones como luchadora independiente en promociones como Pro Wrestling Wave o Pure-J.

## Carrera profesional

### Circuito independiente (2017-presente)
Takase hizo su debut en la lucha profesional en AgZ Act 14 ~ New Year Revival, un evento promovido por Actwres girl'Z el 15 de enero de 2017, donde cayó ante Cherry.
En JWP Fly High In The 25th Anniversary, un evento promovido por JWP Joshi Puroresu y celebrado el 20 de marzo de 2017, cayó ante Yako Fujigasaki. En el Ice Ribbon New Ice Ribbon #1007, el 17 de noviembre de 2019, hizo equipo con Maya Yukihi para derrotar a la dupla formada por Akane Fujita e Himeka. En OZ Have A Great Year!, un evento de la promoción Oz Academy que tuvo lugar el 13 de diciembre de 2020, hizo equipo con Ami Miura en un esfuerzo perdedor contra Mission K4 (Kaho Kobayashi y Kakeru Sekiguchi). En Seadlinnng 2021 Opening Match el 11 de enero, Takase hizo equipo con Nanae Takahashi para derrotar a sus compañeros de stable "Max Voltage" Itsuki Aoki y Ryo Mizunami en un feudo interno. En el Hana Kimura Memorial Show, un evento producido por Kyoko Kimura el 23 de mayo de 2021 para conmemorar un año desde el fallecimiento de su hija Hana Kimura, Takase compitió en un All-Star Battle Royal de 28 personas en el que también participaron notables oponentes como Hagane Shinnou, Yuko Miyamoto, Yuko Miyamoto, Fuminori Abe, Jun Kasai, Jinsei Shinzaki, Cima o Masato Tanaka, entre otros muchos.

#### All Japan Pro Wrestling (2017)
Takase trabajó durante un breve período de tiempo en All Japan Pro Wrestling como talento femenino. Ella marcó su primera aparición en AJPW GROWIN' UP Vol.3 el 7 de junio de 2017, donde se asoció con Saori Anou para derrotar a Hikari Shimizu y Natsumi Maki. En AJPW GROWIN' UP Vol.5, el 3 de agosto de 2017, se asoció con Saki en un esfuerzo perdedor contra Sumire Natsu y Saori Anou.

#### Pro Wrestling Wave (2017-presente)
Takase es conocida por competir en eventos emblemáticos de la promoción como el torneo Catch the Wave, haciendo su primera aparición en la edición de 2017 donde se colocó en el Bloque A, consiguiendo un total de un punto tras competir contra Rina Yamashita, Nagisa Nozaki, Ryo Mizunami, Yumi Ohka y Asuka. En la edición de 2021 luchó en el "Power Block" contra Ryo Mizunami, Yuu y Yuki Miyazaki y consiguió dos puntos. Consiguió su mejor resultado en la edición de 2020, que ganó tras luchar en el "Bloque Potencial", en el que sumó un total de dos puntos tras competir contra Mio Momono, Sakura Hirota y Tomoka Inaba. Después derrotó a Kaori Yoneyama en las semifinales y a Rin Kadokura en la final del 1 de julio.

#### Pure-J (2017-presente)
Takase también es conocida por trabajar en Pure-J. En PURE-J Pure Slam Vol. 4, el 29 de septiembre de 2019, hizo equipo con Leon para desafiar sin éxito a Makoto y Moeka Haruhi por el Daily Sports Women's Tag Team Championship.

## Campeonatos y logros
- Actwres girl'Z
  - AgZ Championship (1 vez)
  - AWG Title Tournament (2019)
- Pro Wrestling Wave
  - Catch the Wave (2021)[16]
  - Catch the Wave Awards (1 vez)
  - Fighting Spirit Award (2018)[17]
  - Wave Tag Team Championship (1 vez) – con Haruka Umesaki
- Seadlinnng
  - Beyond the Sea Tag Team Championship (1 vez) – con Himeka Arita
- World Woman Pro-Wrestling Diana
  - World Woman Pro-Wrestling Diana Tag Team Championship (3 veces) – con Haruka Umesaki